# کارگاه (فیلم)
کارگاه (به فرانسوی: L'Atelier) فیلمی در ژانر درام به کارگردانی لوران کانته است که در سال ۲۰۱۷ منتشر خواهد شد. این فیلم برای رقابت در بخش نوعی نگاه هفتادمین جشنواره فیلم کن انتخاب شده‌ است.

## بازیگران
- مارینا فوس